# Лимборская, Светлана Андреевна
Светлана Андреевна Лимборская (род. 21 апреля 1947) — советский и российский учёный в области  молекулярной биологии и геномики человека, доктор биологических наук (1982), профессор (1986). Лауреат Премии Ленинского комсомола в области науки и техники (1980) и Государственной премии Российской Федерации (1996). Член-корреспондент РАН с 2022 года.

## Биография
Родилась 21 апреля 1947 года в г. Советске Калининградской области.
С 1964 по 1969 год обучалась на кафедре биохимии Биологического факультета Московского государственного университета им. М.В. Ломоносова. 
С 1969 по 1972 г. обучалась в аспирантуре Института молекулярной биологии АН СССР (руководитель — академик Г.П. Георгиев). 
С 1972 по 1983 год занималась научно-исследовательской работой в Институте медицинской генетики АМН СССР  в качестве старшего научного сотрудника, руководителя научной группы.  
С 1983  занималась научно-исследовательской работой в Институте молекулярной генетики АН СССР — РАН в качестве заведующего лабораторией и заведующего отделом молекулярных основ генетики человека. 
Кроме того осуществляла совместные исследования : с Институтом биологии гена РАН,  Уфимским федеральным исследовательским центром РАН,  Научным центром неврологии РАМН, Национальным медицинским исследовательским центром терапии и профилактической медицины, НМИЦ онкологии им. Н.Н. Блохина. 
С 2005 занималась педагогической работой:  в РНИМУ имени Н. И. Пирогова и в РХТУ имени Д. И. Менделеева в качестве профессора.

### Научно-педагогическая деятельность и вклад в науку
Основная научно-педагогическая деятельность С. А. Лимборской была связана с исследованиями в области геномики человека.. С.А. Лимборская является одним из основоположников молекулярно-генетических  исследований наследственных болезней в нашей стране. 
Работы С.А. Лимборской по изучению наследственных неврологических заболеваний позволили получить результаты приоритетного характера и занять лидирующие позиции в этой области. Результаты легли в основу разработки молекулярно-генетических методов диагностики данных болезней. 
Под руководством С.А. Лимборской ведутся исследования молекулярно-генетических основ социально-значимых болезней. Обнаружены геномные маркеры, влияющие на риск развития и тяжесть течения ишемической болезни сердца и острого церебрального инсульта. Выявлены изменения работы генов в условиях нарушения мозгового кровообращения и при лекарственных воздействиях.  Обнаружены масштабные изменения работы генов в нервной ткани в условиях ишемии. Показано, что пептидные препараты оказывают компенсаторный эффект на активность генов, изменившуюся при ишемии. Полученные результаты раскрывают генетические основы нейропротективного  эффекта пептидных препаратов и  вносят важный вклад в развитие фармакогеномики их действия.
В серии работ по изучению генома человека С.А. Лимборской клонированы и охарактеризованы новые мозгоспецифичные гены, генетические элементы и хромосомные маркеры.  В мозгоспецифичных генах
обнаружены экзоны, не являющиеся белок-кодирующими, но обеспечивающие синтез кольцевых или циклических РНК.  Обнаружено высокое содержание  циклических РНК в клетках мозга.
Широко известными и приоритетными являются работы С.А. Лимборской по обнаружению особого семейства гипервариабельных участков ДНК, универсально распространенных в геномах всех живых существ. На их основе разработан способ геномной дактилоскопии для установления родства и идентификации живых организмов. С.А. Лимборская явилась пионером в использовании геномной дактилоскопии для изучения популяций человека.
С.А. Лимборской разработано важное  научное направление по анализу полиморфизма ДНК для молекулярно-генетической характеристики популяций человека, а также для определения различий в реакции больных на лекарственные воздействия. Это позволяет определить влияние на генофонд различных факторов, включая этногенетические, экологические  и климато-географические. В результате обнаружены этногенетические различия в реакции онкобольных на химиотерапевтическое воздействие. Открыта неизвестная ранее эволюционная ветвь, отделившаяся в древности  от европеоидного и монголоидного стволов и внесшая большой вклад в становление генофонда северных популяций Европы и Сибири.   
С. А. Лимборская является членом Учёного совета Института молекулярной генетики РАН и Диссертационного совета Института биологии гена РАН, членом Вавиловского общества генетиков и селекционеров, Российского биологического общества,  American Society of Human Genetics, Human Genome Organization, European Anthropological Association, European Society of Human Genetics,  эксперт в таких организаций как РНФ, ФЦП и РФФИ. С.А. Лимборская - член редколлегии научных журналов  «Генетика»,  «Медицинская генетика», «Молекулярная генетика, микробиология и вирусология» и «Труды Латвийской академии наук» («Proceedings of the Latvian Academy of Sciences»),  член редакционного совета журнала  "Анналы клинической и экспериментальной  неврологии". Лимборская С.А. - организатор Международных школ по молекулярной генетике для молодых учёных.
В 1972 г.  (под руководством академика Г.П. Георгиева) защитила  кандидатскую диссертацию по теме: «Исследование роли белков хроматина в специфичности ограничения транскрипции», в 1982 году — докторскую диссертацию на соискание учёной степени доктор биологических наук по теме: «Молекулярно-генетические исследования наследственных дефектов экспрессии генов человека». В 1986 году ВАК СССР ей было присвоено учёное звание профессор по специальности «генетика». С. А. Лимборская являлась автором   более 400 научных трудов, в том числе 28 монографий и 15 патентов. (число цитирований — 9326) и 378 научных публикаций РИНЦ  (число цитирований — 9287), Индекс Хирша — 33. Под её руководством было подготовлено четверо докторов и  двадцать девять кандидатов наук.

## Основные труды
- Limborska SA, Filippenkov IB. //Special Issue: “Genomics of Stroke”. //Genes. 2022; 13(3):415. https://doi.org/10.3390/genes13030415.
- Dergunova LV, Filippenkov IB, Limborska SA, Myasoedov NF. //     Pharmacotranscriptomics of peptide drugs with neuroprotective properties // Med Res Rev. 2021; 41:754-769. doi: 10.1002/med.21704.
- Khrunin AV, Khvorykh GV, Fedorov AN, Limborska SA. // Genomic landscape of the signals of positive natural selection in populations of Northern Eurasia: A view from Northern Russia. //PLoS One. 2020; Feb 5(2):e0228778. doi: 10.1371/journal.pone.0228778.
- Wong EH, Khrunin A, Nichols L, Pushkarev D, Khokhrin D, Verbenko D, Evgrafov O, Knowles J, Novembre J, Limborska S, Valouev A. //Reconstructing genetic history of Siberian and Northeastern European populations. //Genome Res. 2017; 27(1):1-14. doi:10.1101/gr.202945.115
- Filippenkov IB, Sudarkina OY, Limborska SA, Dergunova LV. //Circular RNA of the human sphingomyelin synthase 1 gene: Multiple splice variants, evolutionary conservatism and expression in different tissues. //RNA Biol. 2015;12(9):1030-42. doi:10.1080/15476286.2015.1076611.
- Khrunin AV, Khokhrin DV, Filippova IN, Esko T, …Bebyakova NA, Bolotova NL,… Metspalu A, Limborska SA. //A genome-wide analysis of populations from European Russia reveals a new pole of genetic diversity in northern Europe. PLoS One. 2013;8(3):e58552. doi: 10.1371/journal.pone.0058552.
- Semenova EV, Shadrina MI, Slominsky PA, Ivanova-Smolenskaya IA, Bagyeva G, Illarioshkin SN, Limborska SA. //Analysis of PARK2 gene exon rearrangements in Russian patients with sporadic Parkinson's disease. //Mov Disord. 2012, 27(1):139-42. doi: 10.1002/mds.23901.
- Khrunin A., Ivanova F., Moisseev A., Khokhrin D., Sleptsova Yu., Gorbunova V., Limborska S. //Pharmacogenomics of cisplatin-based chemotherapy in ovarian cancer patients of different ethnic origins.// Pharmacogenomics, 2012, 13 (2): 171-178. doi: 10.2217/pgs.11.140.
- Shadrina MI, Slominsky PA, Limborska SA.// Molecular mechanisms of pathogenesis of Parkinson's disease.// Int Rev Cell Mol Biol. 2010; 281: 229-66. doi: 10.1016/S1937-6448(10)81006-8.
- Лимборская С.А., Хуснутдинова Э.К., Балановская Е.В. Этногеномика и геногеография народов Восточной Европы. - М: Наука, 2002.
- Limborska S.A., Balanovsky O.P., Balanovskaya E.V., Slominsky P.A., Schadrina M. I., Livshits L.A., Kravchenko S.A., Pampuha V.M., Khusnutdinova E.K., Spitsyn V.A. // Analysis of CCR5?32 georibution and its correlation with some climatic and geographic factors. // Human Heredity. 2002, Vol. 53, p.49-54, doi: 10.1159/000048605.
- Semino O., Passarino G., Oefner P.J., Lin A.A., Arbuzova S., Beckman L.E., de Benedictis G., Francalacci P., Kouvatsi A., Limborska S., Marcikiae M., Mika A., Mika B., Primorac D., Santachiara-Benerecetti A.S., Cavalli-Sforza L.L., Underhill P.A. //The genetic legacy of Paleolithic Homo sapiens sapiens in extant Europeans: a Y chromosome perspective. // Science. 2000. Vol.290, N5494. p.1155-1159. doi: 10.1126/science.290.5494.1155.
- Kalnin V.V., Kalnina O.V., Prosniak M.I., Khidiatova I.M., Khusnutdinova E.K., Raphicov K.S., Limborska S.A.// Use of DNA fingerprinting for human population genetic studies. //Mol. Gen. Genet., V 247, N1, p.488- 493, 1995.  doi: 10.1007/BF00293151.
- Ryskov A.P., Jincharadze A.G., Prosnyak M.I., Ivanov P.L., Limborska S.A. //M13 phage DNA as a universal marker for DNA fingerprinting of animals, plants and microorganisms. //FEBS Lett, V 233, N2, p.388-392, 198.   doi: 10.1016/0014-5793(88)80467-8.
- Limborska SA, Georgiev G.P. //On the role of chromatin proteins in the restriction of RNA transcription in vitro. //Cell different. v.1, p.245-251, 1972. doi: 10.1016/0045-6039(72)90043-7.

## Награды
- Государственная премия Российской Федерации (1996 — За разработку теоретических и прикладных проблем геномной дактилоскопии)[5][6]
- Премия Ленинского комсомола в области науки и техники (1980 — «за исследование структуры генома высших организмов методами генетической инженерии»)[4]
- Серебряная медаль ВДНХ (1989)[4]